# 奥宗河
奥宗河（法語：Ozon，法語發音：[ozɔ̃]）是法国奥弗涅-罗讷-阿尔卑斯大区罗讷省与伊泽尔省的河流，是罗讷河的支流，长22.16千米。